# Absolute Batman
Absolute Batman es una serie de cómics de superhéroes publicada por DC Comics, basada en el personaje Batman. La serie está escrita por Scott Snyder e ilustrada por Nick Dragotta. Comenzó a publicarse el 9 de octubre de 2024, es el primer título del sello editorial Absolute Universe (AU) de DC.

## Premisa
La serie está protagonizada por Bruce Wayne, un trabajador de cuello azul e ingeniero civil de 24 años que sale por la noche a luchar contra el crimen como el justiciero Batman. Mientras lo hace, es acosado por un agente secreto, Alfred Pennyworth. 

## Historial de publicaciones
A principios de julio de 2024, se informó que una serie de cómics centrada en Batman escrita por Scott Snyder e ilustrada por Nick Dragotta estaría en proceso como parte del entonces rumoreado sello Absolute Universe (AU) de DC Comics.  La serie, titulada Absolute Batman, se anunció oficialmente más tarde ese mes, y se reveló que el escritor del cómic, Snyder, también supervisaba el sello. 
Absolute Batman comenzó a publicarse el 9 de octubre de 2024, como el primer título bajo el sello editorial Absolute Universe. 